# Letizia Moratti
Letizia Moratti z domu Brichetto (ur. 26 listopada 1949 w Mediolanie) – włoska polityk, przedsiębiorca, w latach 2001–2006 minister edukacji, od 2006 do 2011 burmistrz Mediolanu, posłanka do Parlamentu Europejskiego X kadencji.

## Życiorys
Ukończyła studia na Uniwersytecie Mediolańskim. Wyszła za mąż za przedsiębiorcę Giana Marca Morattiego (1936–2018), ma dwoje dzieci.
Pracowała w branży ubezpieczeniowej i telekomunikacyjnej. Od 1994 do 1996 była prezesem konsorcjum mediowego włoskiej telewizji RAI. Pod koniec lat 90. pełniła kierownicze funkcje w koncernie Ruperta Murdocha. Od czerwca 2001 do maja 2006 sprawowała urząd ministra edukacji w drugim i trzecim rządzie Silvia Berlusconiego, przeprowadzając reformę systemu oświaty i szkolnictwa wyższego.
W 2006 wystartowała w wyborach lokalnych, ubiegając się o stanowisko burmistrza Mediolanu z ramienia koalicji Dom Wolności. Uzyskała ponad 52% głosów, obejmując ten urząd jako pierwsza kobieta na tym stanowisku. Dołączyła do partii Forza Italia, przekształconej w 2009 w Lud Wolności. W 2011 bez powodzenia ubiegała się o reelekcję w wyborach miejskich, przegrywając z kandydatem centrolewicy. Zasiadała przez pewien czas w radzie miejskiej. Powróciła do sektora prywatnego, w latach 2019–2020 kierowała grupą finansową UBI Banca. W 2021 powołana na asesora do spraw zabezpieczenia społecznego w administracji regionu Lombardia, pełniła tę funkcję do 2022.
W wyborach w 2024 z ramienia FI uzyskała mandat posłanki do Europarlamentu X kadencji.